# Grant, Alabama
Grant là một thị trấn thuộc quận Marshall, tiểu bang Alabama, Hoa Kỳ. Dân số năm 2009 là 721 người, mật độ đạt 156 người/km².